# Агриш (Сату Маре)
Агриш (рум. Agriș) насеље је у Румунији у округу Сату Маре у општини Агриш. Oпштина се налази на надморској висини од 127 m.

## Становништво
Према подацима из 2002. године у насељу је живело 1081 становника.

### Попис2002.
| Расподела становништва по националности 2002.‍ | Расподела становништва по националности 2002.‍ | Расподела становништва по националности 2002.‍ | Расподела становништва по националности 2002.‍ | Расподела становништва по националности 2002.‍ |
| --------------------------------------------- | --------------------------------------------- | --------------------------------------------- | --------------------------------------------- | --------------------------------------------- |
|                                               |                                               |                                               |                                               |                                               |
| Румуни                                        | Румуни                                        |                                               | 67                                            | 6,2%                                          |
| Мађари                                        | Мађари                                        |                                               | 1.001                                         | 92,7%                                         |
| Украјинци                                     | Украјинци                                     |                                               | 12                                            | 1,1%                                          |